# Premosello-Chiovenda
Premosello-Chiovenda – miejscowość i gmina we Włoszech, w regionie Piemont, w prowincji Cusio Ossola.
Według danych na rok 2004 gminę zamieszkiwało 2057 osób, 60,5 os./km².